# DJ Fresh
DJ Fresh, pseudonimo di Daniel Stein (Londra, 11 aprile 1977), è un disc jockey britannico, noto per la sua militanza nei Bad Company.

## Biografia

### Primi anni
Con gli altri tre membri della Bad Company fonda l'etichetta discografica BC Recordings. Nel 2002 dà origine a Breakbeat Punk, che si fonde con la Kaos Recordings di Adam F diventando Breakbeat Kaos nel 2003.
Fresh ha collaborato con artisti come Pet Shop Boys, DJ Shadow, Apollo 440, Andy C e Grooverider, e ha anche collaborato con il gruppo musicale drum and bass Pendulum, fino al 2007. Fresh ha aggiunto i suoi remix in alcune raccolte, tra cui Jungle Sound - The Bassline Strikes Back!, Nightlife Series di Andy C, Drum and Bass Warfare di DJ Hype, e Drum and Bass Classics di Goldie.
Nel 2006 è uscito il suo primo album in studio, Escape from Planet Monday, che contiene brani come "The Immortal", "X Project", "Nervous" e "All That Jazz", su etichetta Breakbeat Kaos.

## Hypercaine & Kryptonite
Nel 2009 Fresh ha pubblicato un 12" dall'atmosfera scura e inusuale (con Fantasia sul lato B) su etichetta Digital Soundboy: Heavyweight aveva uno stile marcatamente diverso dalle consuete produzioni del dj inglese, ed ha avuto recensioni positive e una risposta positiva nella scena underground e all'interno di varie stazioni radio.
Fresh successivamente ha pubblicato Hypercaine (includendo un remix di Nero) nel settembre 2009, e ha creato la prima playlist giornaliera di BBC Radio.
Il 1º agosto 2010 ha pubblicato la sua canzone Gold Dust con la collaborazione di Ce'cile, con cui ha raggiunto la 24ª posizione nel Regno Unito e la 39ª in Irlanda, approdando per la prima volta nella Top 40 in entrambi i paesi. Il 16 agosto dello stesso anno è uscito il suo secondo album, Kryptonite, che ha raggiunto il 4º posto nella Official Dance Chart.
Ha poi pubblicato un secondo singolo, Lassitude, con l'ausilio del produttore Sigma e del cantante Koko. È riuscito a raggiungere la 98ª posizione nella Official Singles Chart e la 11ª nella Official Dance Chart.
Il 3 luglio 2011 ha pubblicato il singolo Louder, usato come colonna sonora di una campagna pubblicitaria dalla Lucozade Lite nel Regno Unito e in Irlanda. Questo brano è cantato da Sian Evans dei Kosheen e ha raggiunto il 1º posto nelle classifiche Official Singles Chart, Official Dance Chart, Official Independent Chart e nella Official Scottish Chart.

## Collaborazioni
Nel suo album Escape from Planet Monday è presente il brano Throw, realizzato in collaborazione con Neil Tennant, cantante dei Pet Shop Boys.
Altra collaborazione rimarchevole è quella con i Pendulum nel singolo Living Daylights.

## Discografia

### Album in studio
- 2006 – Escape from Planet Monday
- 2010 – Kryptonite
- 2012 – Nextlevelism

### Raccolte
- 2003 – Breakbeat Kaos
- 2004 – Jungle Sound - The Bassline Strikes Back!
- 2005 – Bass Invaderz
- 2006 – Jungle Sound: Gold

### Singoli
- 2003 – Daliks/Temple of Doom (Rock Demon)
- 2004 – Submarines
- 2004 – When the Sun Goes Down (feat. Adam F)
- 2006 – Nervous
- 2009 – Hypercaine (feat. Stamina MC & Koko)
- 2010 – Gold Dust (feat. Ce'cile)
- 2010 – Lassitude (feat. Sigma & Koko)
- 2011 – Louder (feat. Sian Evans)
- 2012 – Hot Right Now (feat. Rita Ora)
- 2012 – The Power (feat. Dizzee Rascal)
- 2012 – The Feeling (feat. RaVaughn)
- 2013 – Earthquake (vs. Diplo feat. Dominique Young Unique)
- 2014 – Dibby Dibby Sound (vs. Jay Fay feat. Ms. Dynamite)
- 2014 – Make U Bounce (vs. TC feat. Little Nikki)
- 2014 – Flashlight (feat. Ellie Goulding)